# Bernard de Montgaillard

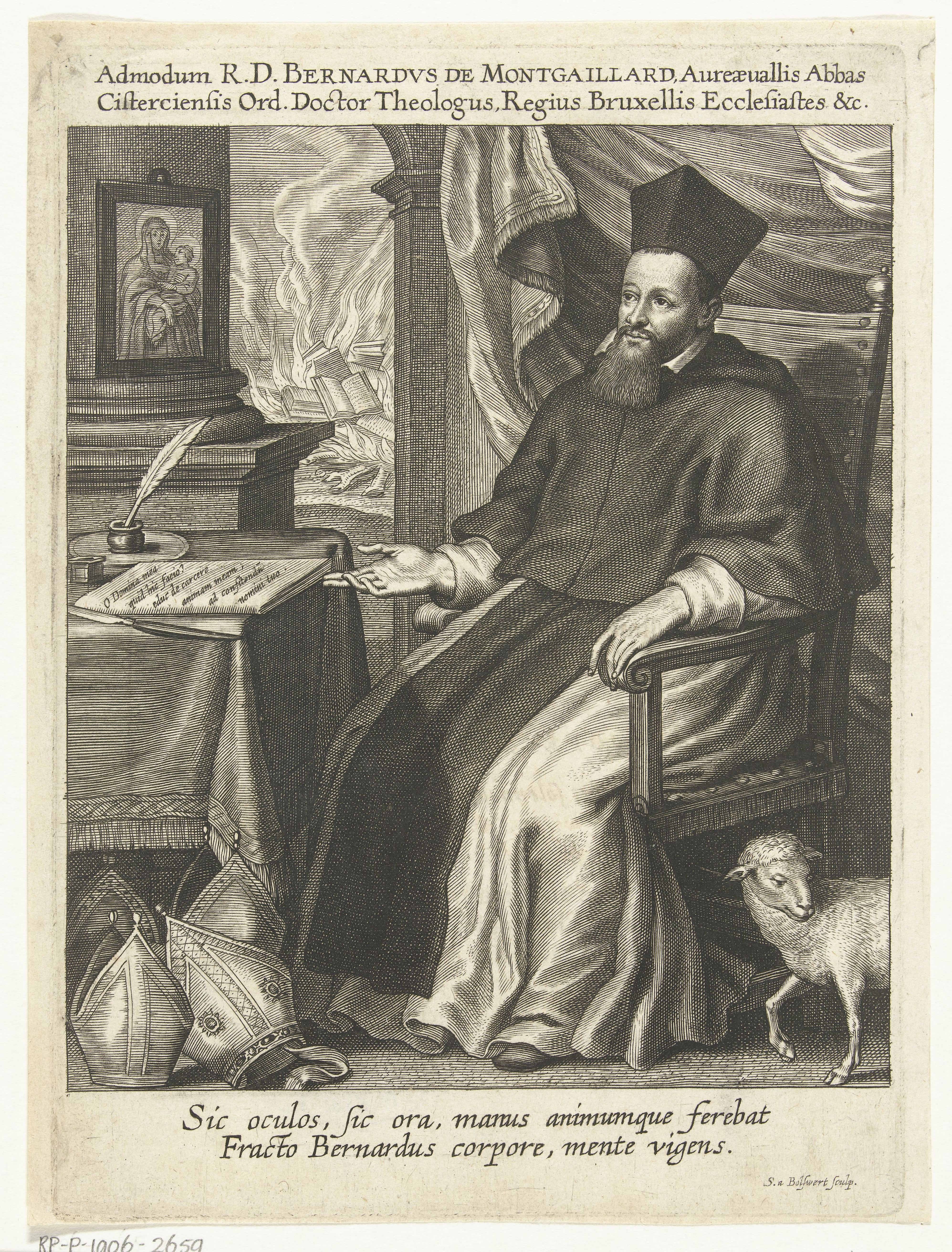
Bernard de Montgaillard

Bernard de Percin de Montgaillard (Montgaillard, 1562 - Abdij van Orval, 8 juni 1628) was een Frans rooms-katholiek geestelijke die tussen 1605 en 1628 abt was van de Abdij van Orval. Hij was een vertrouweling van de aartshertogen Albrecht en Isabella en wordt beschouwd als de tweede stichter van Orval.
Montgaillard was afkomstig uit een adellijk geslacht uit Gascogne. Hij trad in bij de feuillanten (cisterciënzen). Hij viel op door zijn redenaarstalent en werd predikant van koning Hendrik III van Frankrijk. Door de godsdiensttwisten moest hij Frankrijk verlaten en werd in 1602 benoemd tot abt van Nizelles.. Hij werd predikant aan het hof van aartshertogen Albrecht en Isabella. Via hun tussenkomst en tegen de wil van de gemeenschap werd hij benoemd tot abt van Orval. Hij toonde zich een bekwaam bestuurder die de gebouwen en de landbouwuitbating van de abdij herstelde en de monastieke tucht herstelde.
Op de begrafenis van aartshertog Albrecht in 1621 sprak hij een lijkrede uit met als titel "De verduisterde zon".
In 2016 werden de ring en het borstkruis van Bernard de Montgaillard (gouden objecten waaruit de edelstenen al waren verwijderd) gestolen uit de Abdij van Orval.
- Bibliothèque nationale de France: cb13496304s (data)
- Gemeinsame Normdatei: 132678608
- International Standard Name Identifier: 0000 0001 1573 8700
- Nederlandse Thesaurus van Auteursnamen: 070172137
- Système universitaire de documentation: 189479183
- Virtual International Authority File: 70097296